# ایستگاه بعدی سرزمین عجایب
ایستگاه بعدی واندرلند (به انگلیسی: Next Stop Wonderland) فیلمی محصول سال ۱۹۹۸ و به کارگردانی برد اندرسون است. در این فیلم بازیگرانی همچون هوپ دیویس، آلان گلفانت، ویکتور آرگو، اچ. جان بنجامین، کارا بونو، لارنس گیلیارد جونیور، جیسون لوئیس، فیلیپ سیمور هافمن، کورنبرگ ریس، ژوزه زونیگا، کالی تورن، هالند تیلور، رابرت کلاین و فرانک ال. ریدلی ایفای نقش کرده‌اند.